# União das Freguesias de Freixeda e Vila Verde
Die União das Freguesias de Freixeda e Vila Verde ist eine portugiesische Gemeinde (Freguesia) im Kreis (Concelho) Mirandela, Distrikt Bragança, im Nordosten Portugals.

## Geschichte
Die Gemeinde entstand im Zuge der Gebietsreform vom 29. September 2013 durch die Zusammenlegung der ehemaligen Gemeinden Freixeda und Vila Verde.
Freixeda wurde Sitz der neuen Verwaltung.

## Demographie
| Freguesia | Freguesia             | Freguesia | Freguesia       | ehemalige Freguesias | ehemalige Freguesias | ehemalige Freguesias | ehemalige Freguesias |
| --------- | --------------------- | --------- | --------------- | -------------------- | -------------------- | -------------------- | -------------------- |
| Wappen    | Freguesia             | Einwohner | Fläche in (km²) | Wappen               | Freguesia            | Einwohner            | Fläche in (km²)      |
|           | Freixeda e Vila Verde | 137       | 21,23           |                      | Freixeda             | 85                   | 11,37                |
|           | Freixeda e Vila Verde | 137       | 21,23           | Vila Verde           | 81                   | 9,86                 |                      |